# Tipula calopteroides
Tipula calopteroides är en tvåvingeart som beskrevs av Alexander 1919. Tipula calopteroides ingår i släktet Tipula och familjen storharkrankar. Inga underarter finns listade i Catalogue of Life.